# Шакшозерка
Шакшозерка — река в России, протекает по Подпорожскому району Ленинградской области.
Исток — озеро Шакшозеро южнее Шеменичей. Течёт на север, пересекает дорогу Р37 западнее деревни Пертозеро. Устье реки находится в 154 км по левому берегу реки Свирь. Длина реки составляет 31 км, площадь водосборного бассейна 138 км².

## Данные водного реестра
По данным государственного водного реестра России относится к Балтийскому бассейновому округу, водохозяйственный участок реки — Свирь без бассейна Онежского озера, речной подбассейн реки — Свирь (включая реки бассейна Онежского озера). Относится к речному бассейну реки Нева (включая бассейны рек Онежского и Ладожского озера).
Код объекта в государственном водном реестре — 01040100712102000012400.